# Mariene ecoregio Macquarie-eiland
De Mariene ecoregio Macquarie-eiland (212) (Engels: Macquarie Island marine ecoregion) is een biogeografische regio en ligt in het zuidwesten van de Grote Oceaan in de Mariene provincie Subantarctische Eilanden (59) in het Marien rijk Zuidelijke Oceaan. De mariene ecoregio is vastgesteld door het World Wide Fund for Nature en The Nature Conservancy en is vernoemd naar het Macquarie-eiland.
Het gebied grenst niet aan andere mariene ecoregio's.

## Geografie
De mariene ecoregio ligt in het zuidwesten van de Grote Oceaan rond het Macquarie-eiland van Australië ten zuidwesten van Nieuw-Zeeland.
Door het gebied stroomt de westenwinddrift.

## Biogeografie
Het gebied kent zeeleven dat houdt van arctische temperaturen.